# بيتر هاينتز
بيتر هاينتز هو عالم اجتماع وأستاذ جامعي سويسري، ولد في 6 نوفمبر 1920 في دافوس في سويسرا، وتوفي في 15 مارس 1983 في زيورخ في سويسرا.